# 克呂熱山
72°36′S 0°57′E / 72.600°S 0.950°E
克呂熱山是南極洲的山峰，位於東部南極洲的毛德皇后地，屬於斯維爾德魯普山脈的一部分，海拔高度2,655米，該山峰由德國探險隊發現，現時受南極條約體系管理。

## 外部連結
- Scientific Committee on Antarctic Research (SCAR)